# 联合国民党 (南非)
联合国民党是1940年代于南非成立的政党，由丹尼尔·马兰領導的純正國民黨与脫離統一黨的阿非利卡人主義派（巴里·赫尔佐格領導）所重新合并的民族主义政党。
1934年之时，由于經濟大萧条时期来自白人选民的压力，赫尔佐格将他的国民党与扬·史末资的南非党联合并组成联合党；1939年因为双方就南非是否加入第二次世界大战产生分歧，赫爾佐格不同意和英国加入同一陣營，最终其脱离联合党，不久与纯正国民党合并。
合并后，赫尔佐格任联合国民党首任党魁，但当马兰与其强硬派别拒绝了赫尔佐格提出的英裔南非人和阿非利卡南非人之间平等的纲领后，赫尔佐格辞职。辞职后，马兰成为联合国民党党魁，并恢复反对党领袖的地位。联合国民党在二战后获得影响力而崛起，并在1948年南非大选中出人意料地赢得了议会多数议席；国际上，它因实施种族隔离制度而闻名。1948年后，联合国民党与另一个由赫尔佐格派别的阿非利卡人党合并，并恢复「国民党」之称，之后其一直保留制1990年代种族隔离制度廢除。
联合国民党的首字母HNP后来被1969年成立的内部派别新成立党使用，即极右翼的改组国民党，或称新秩序党。